# Peter Schwab (Bildhauer)
Peter Schwab (* 1. August 1729 in Dettingen (Horb); † 8. November 1791 in Gengenbach) war ein südwestdeutscher Bildhauer des Barock.  

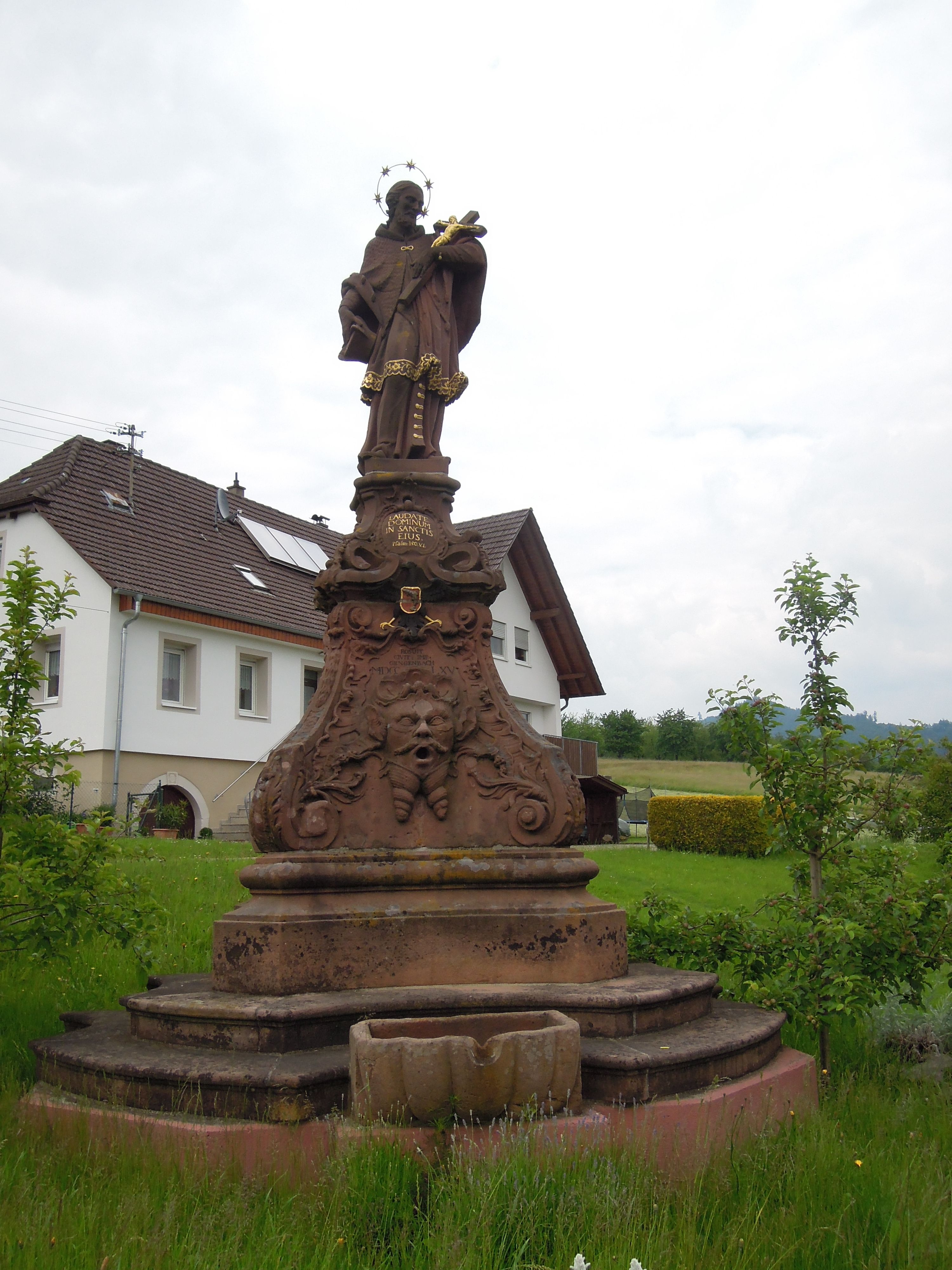
Schwabs Nepomuk-Brunnen in Reichenbach (Gengenbach)

## Biografie
Peter Schwab wurde in Dettingen als siebtes von 14 Kindern der Eheleute Joseph Schwab und Anna Maria Bohsenmayer geboren. Er verbrachte seine Lehrzeit als Bildhauer vermutlich in der nahen Amtsstadt Horb, damals Teil der vorösterreichischen Territorien am oberen Neckar. Bald nach seiner Lehre kam Schwab in die Reichsstadt Gengenbach am Rand der Ortenau. Diese, ebenfalls großenteils vorderösterreichisches Gebiet, hatte sich eben erst von den Verheerungen des Pfälzischen Erbfolgekrieges erholt und bot durch ihre rege Bautätigkeit in der Mitte des 18. Jahrhunderts für Baukünstler eine vergleichsweise gute Auftragslage. Auch Gengenbach, am 7. September 1689 vollständig niedergebrannt, war dabei, die enormen Kriegsschäden zu überwinden. 
Schwab konnte sich in der aufblühenden Stadt etablieren: Am 23. Januar 1764 heiratete er mit Rosina Johann die Tochter des Gengenbacher Bürgers Joseph Johann, eines Steinmetzmeisters. Eine weitere Tochter Johanns war mit dem Gengenbacher Stadtbaumeister Viktor Ketz (1729–1780) verheiratet, für dessen Rathaus-Neubau Schwab 1782–1784 den Skulpturenschmuck lieferte. Nur wenige Werke Schwabs lassen sich heute namhaft machen: so Teile der Ausstattung von St. Brigitta (Niederschopfheim) (1758ff), der Nepomukbrunnen in Reichenbach (Gengenbach) (1765) oder Arbeiten in der ehemaligen Abteikirche Gengenbach (Epitaph des Abtes Benedikt Rischer, Taufstein, Chorgestühlschmuck).